# Orangerie Gotha
Die Orangerie Gotha ist eine zum Schlosspark des Schlosses Friedenstein im thüringischen Gotha gehörende, spätbarocke Gartenanlage. Sie entstand im 18. Jahrhundert im Auftrag von Herzog Friedrich III. von Sachsen-Gotha-Altenburg mit dem Ziel der Sammlung, Aufzucht und Präsentation exotischer Pflanzen. Sie ist nicht nur die größte Orangerie Thüringens, sondern auch eine der größten derartigen Anlagen im deutschsprachigen Raum.

## Geschichte

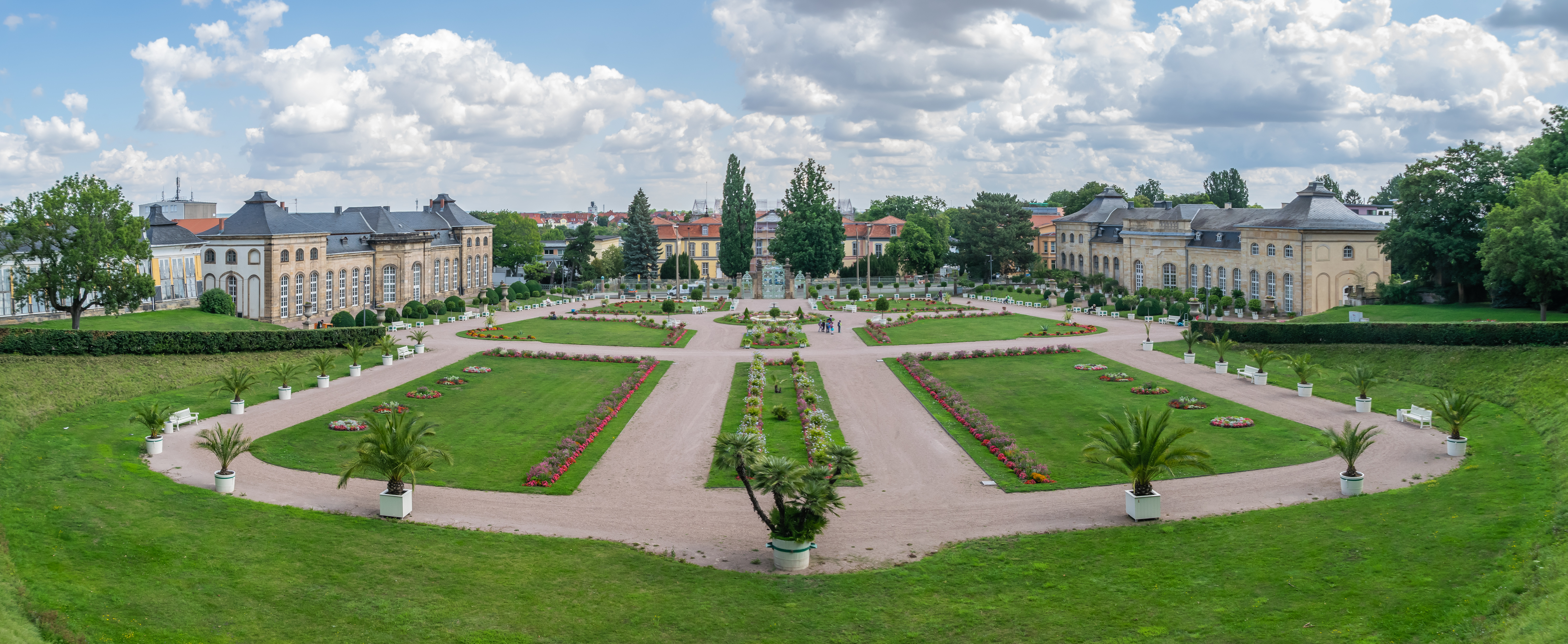
Blick von Westen auf die Orangerie mit den beiden Kalthäusern, im Hintergrund Schloss Friedrichsthal

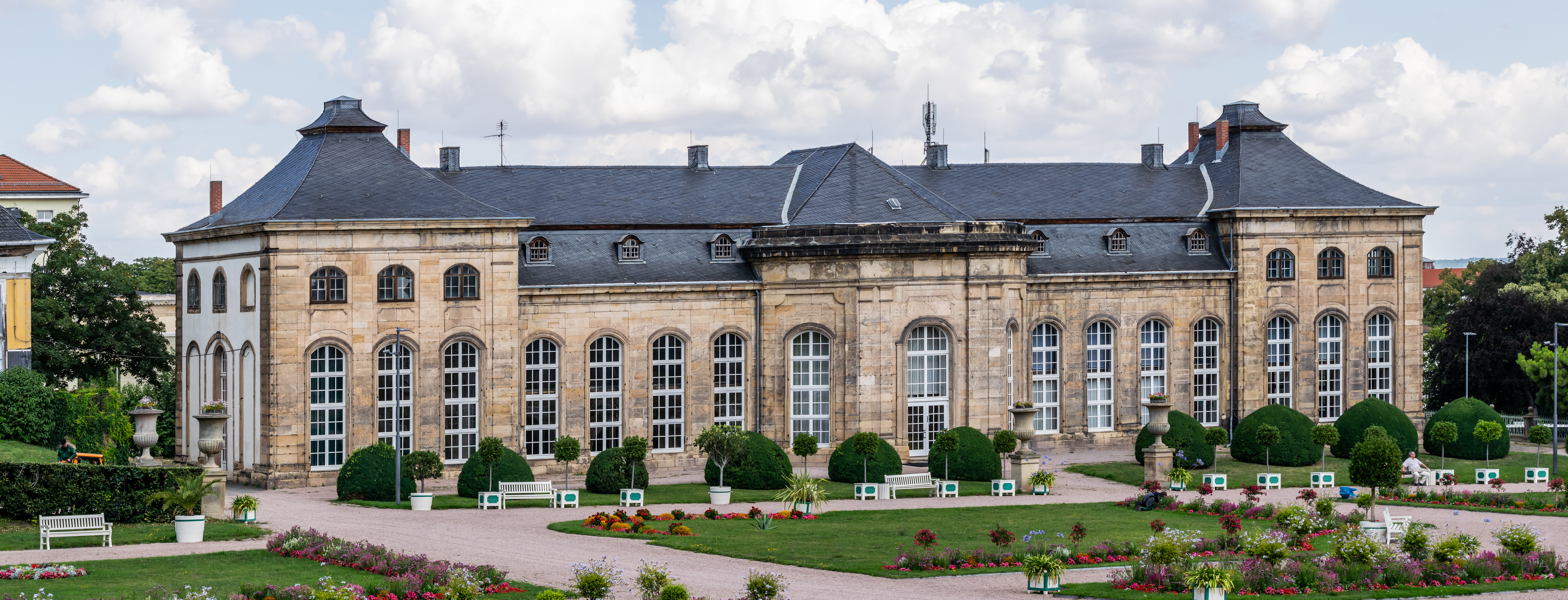
Das „Orangenhaus“ genannte nördliche Kalthaus beherbergte bis 2014 die Stadtbibliothek

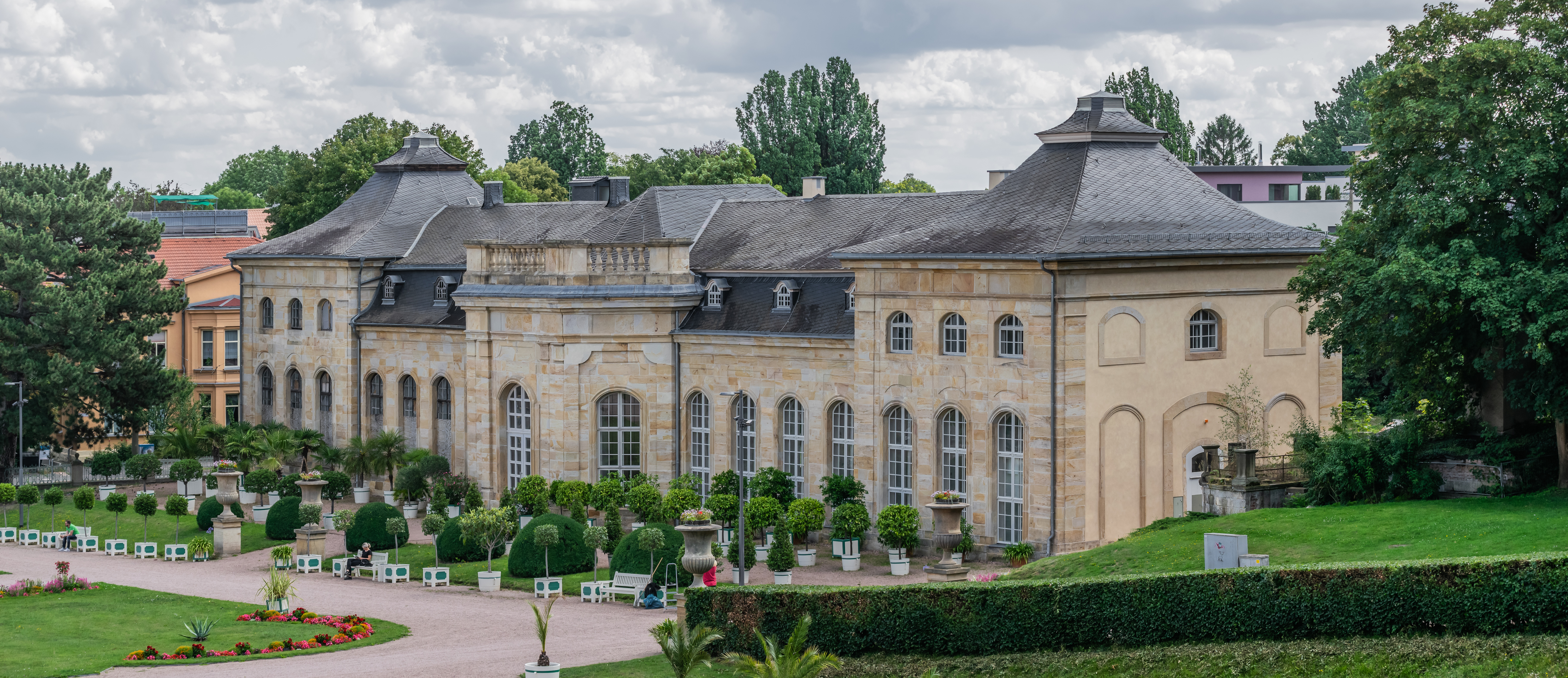
Das „Lorbeerhaus“ genannte südliche Kalthaus dient der Überwinterung der Orangeriepflanzen

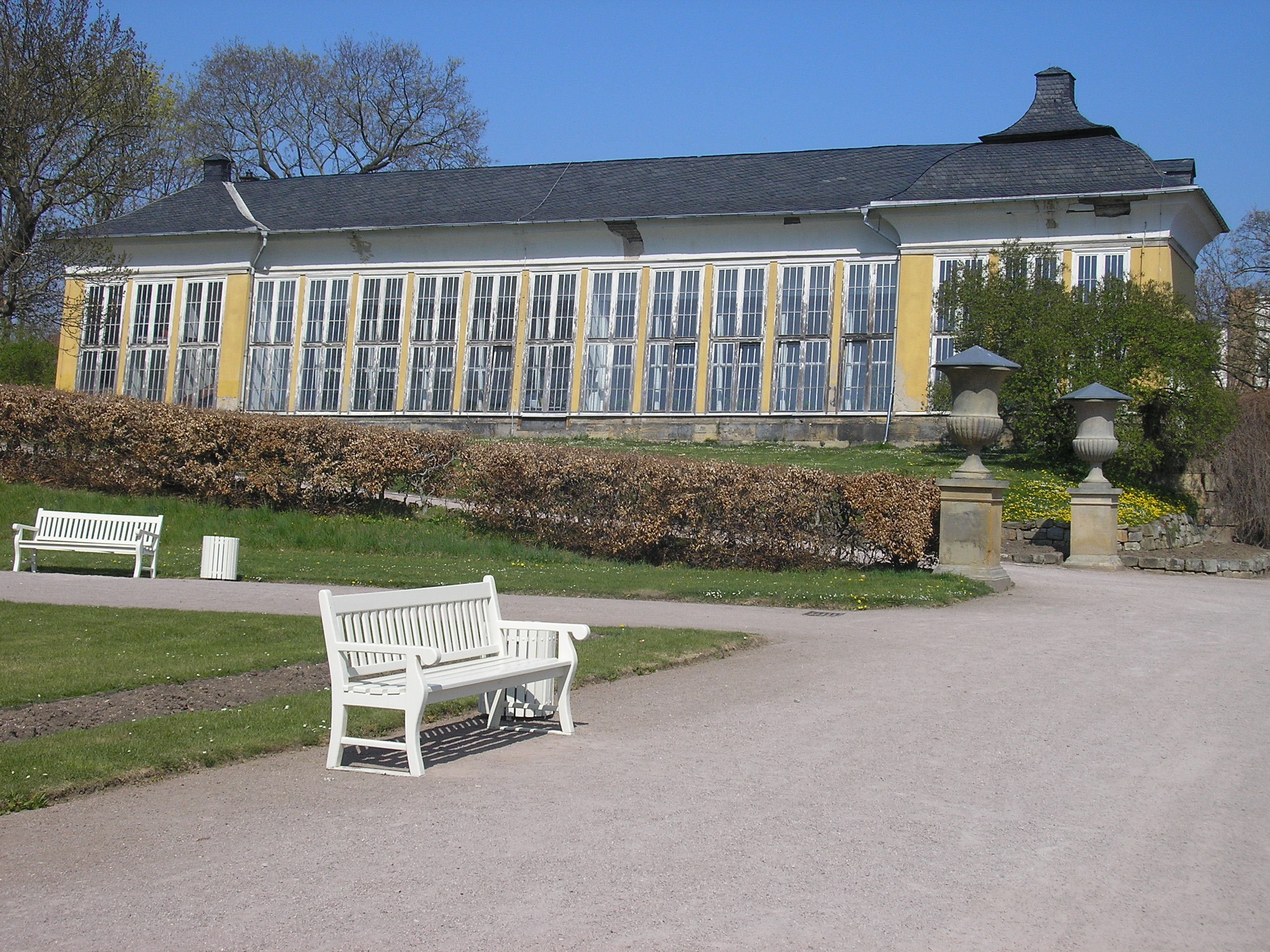
Das nördliche Treibhaus wird ebenfalls für die Überwinterung der Pflanzen genutzt

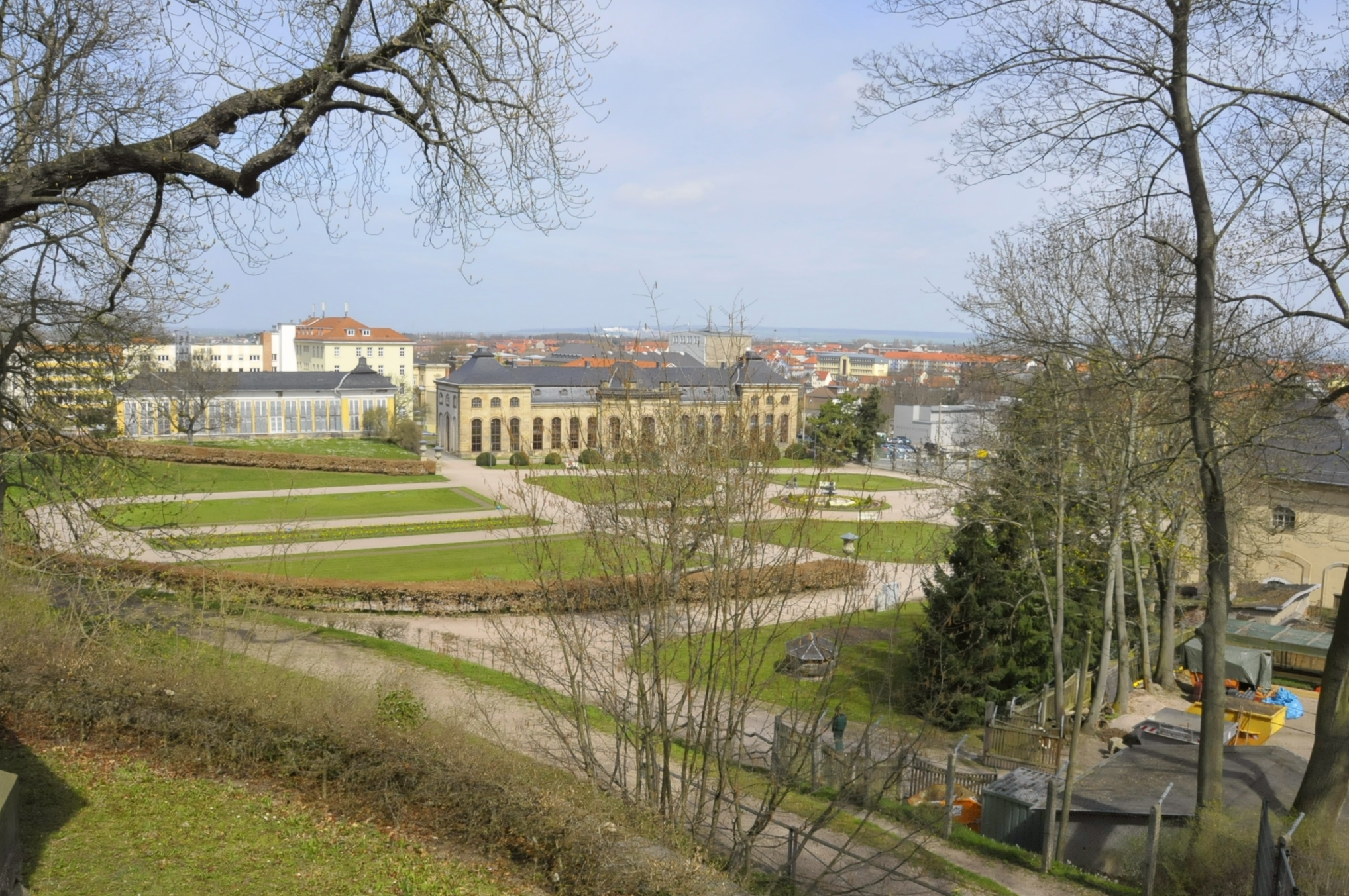
Blick vom Teeschlösschen aus

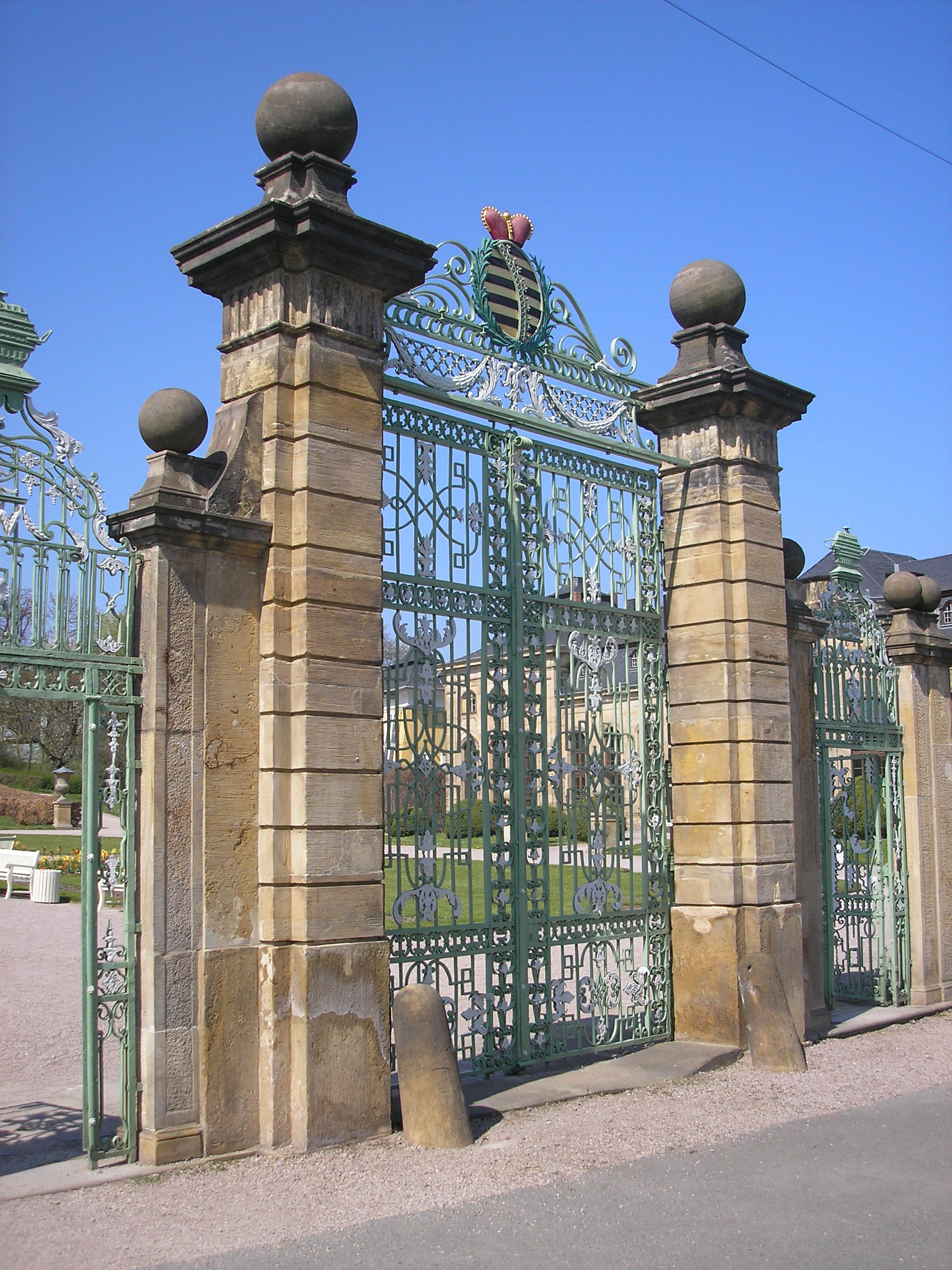
Das spätbarocke Eingangsportal der Orangerie

### 18. Jahrhundert
Bereits um 1700 ließ Herzog Friedrich II. von Sachsen-Gotha-Altenburg (1676–1732) östlich unterhalb der Festungsanlagen des Schlosses Friedenstein den sogenannten Ordonnanzgarten u. a. mit einem Treibhaus anlegen, das die herzogliche Sammlung von Orangeriepflanzen beherbergte.
Im Auftrag seines Nachfolgers, Herzog Friedrichs III. von Sachsen-Gotha-Altenburg (1699–1772), und dessen Gemahlin Luise Dorothée (1710–1767) wurde der Ordonnanzgarten durch den Baumeister Johann Erhard Straßburger (1675–1754) zu einer umfangreicheren Orangerie ausgebaut. Um die wachsende herzogliche Sammlung exotischer Pflanzen aufnehmen zu können, erhielt 1747 der weimarische Landesoberbaudirektor Gottfried Heinrich Krohne (1703–1756) den Auftrag für die komplette Umgestaltung des Gartens zu einer Orangerie nach französischem Vorbild.
Krohne entwarf eine einheitliche, symmetrische Gesamtanlage in Teatroform mit zwei großen Kalthäusern und jeweils benachbarten Treibhäusern auf der Nord- und Südseite. Das Ensemble richtete er perspektivisch so auf das 1708 bis 1711 errichtete Schloss Friedrichsthal aus, dass die Orangeriegebäude wie eine Verlängerung der Seitenflügel des Schlosses wirken und eine architektonisch ansprechende Verbindung zum oberhalb gelegenen Schloss Friedenstein bilden.
Auf der Südseite des neuen Orangeriegartens entstanden bis 1751 zunächst das Lorbeerhaus genannte Kalthaus und das daran anschließende Treibhaus. Das Lorbeerhaus zeigt außen Stilelemente des beginnenden Rokoko, die Dachform ist (ebenso wie beim Treibhaus) am chinesischen Pagodenstil orientiert. Im Mittelsaal des Lorbeerhauses stuckierten Pietro Augustini und Johann Michael Güldner nach Krohnes Entwürfen die Decke.
Nachdem Krohne 1751 durch Intrigen beim Herzog in Ungnade fiel und den Hof verlassen musste, erhielt im Jahr darauf sein ehemaliger Schüler, der Bauinspektor Johann David Weidner (1721–1784), die Oberaufsicht über das gothaische Bauwesen. Zwei Jahre später zum Herzoglich Gothaischen Landbaumeister ernannt, bekam dieser 1756 von Herzog Friedrich III. den Auftrag, „nach dem Krohneschen Riß und Anschlag das 2. Orangenhaus“ zu beginnen. Der Ausbruch des Siebenjährigen Krieges verhindert jedoch zunächst die Ausführung der Arbeiten, die erst 1758/59 mit dem Bau des nördlichen Treibhauses fortgeführt wurden. Doch erst 1767 – zwanzig Jahre nach Baubeginn der Gesamtanlage – konnte Weidner nach den Plänen seines Vorgängers Krohne als letztes Gebäude das Orangenhaus genannte zweite Kalthaus auf der Nordseite fertigstellen.
Unter Herzog Ernst II. von Sachsen-Gotha-Altenburg (1745–1804) wurden 1774 die letzten Arbeiten an der Orangerie abgeschlossen. Da sich der Gartengeschmack inzwischen in Richtung des natürlich anmutenden Landschaftsgartens nach englischem Vorbild verändert hatte, wurden Krohnes ursprüngliche Entwürfe der Gartenanlagen nicht umgesetzt, sondern lediglich einfache Rasenparterres angelegt, um die herum die Kübelpflanzen aufgestellt wurden. Bereits 1784 stand der Gothaer Orangeriegarten mit seiner umfangreichen Sammlung exotischer Pflanzen im Ruf, einer der hervorragendsten seiner Art in Deutschland zu sein. Dies belegt auch ein im September 1781 angelegtes „Inventarium“ – es verzeichnet für die Anlage 608 Orangenbäume und 282 Zitronenbäume, hierbei waren auch Pampelmusen, Pomeranzen, Apfelsinen und Zitronatbäume einbezogen. Weiterhin wurden noch 300 Lorbeerbäume verzeichnet – die man meistenteils in Form von Kugeln, Pyramiden und anderen Kunstformen zurechtgestutzt vorfand.

### 19. und 20. Jahrhundert
Ab den 1880er-Jahren verlagerte sich der Präsentationsschwerpunkt der Orangerie von den klassischen Orangeriepflanzen zu exotischen Gewächsen. Infolgedessen ging der einst bedeutende und über 150 Jahre gewachsene Bestand an Orangeriepflanzen kontinuierlich zurück, bis er nach der Wende zum 20. Jahrhundert auf einen unbedeutenden Rest geschrumpft war. Bereits vor dem Ersten Weltkrieg wurde schließlich die Nutzung der Anlage als Orangerie aufgegeben und standen die Gebäude für andere Zwecke zur Verfügung.
Große Ausstellungen wie die „Deutsche Kriegs-Ausstellung für Thüringen“ 1916 und die „Deutsche Rosenschau“ 1930 lockten über 100.000 Besucher in die Gothaer Orangerie, die zum 1. April 1938 im Rahmen einer Schenkung aus dem Privatbesitz Carl Eduards von Sachsen-Coburg und Gotha (1884–1954), des letzten Gothaer Herzogs, an die Stadt überging.
Während des Bombenangriffs auf Gotha am 24. Februar 1944 wurden die südlichen Orangeriegebäude und die dahinter liegenden Gewächshäuser beschädigt und teilweise zerstört. Vor allem das Treibhausdach erlitt schwere Schäden.

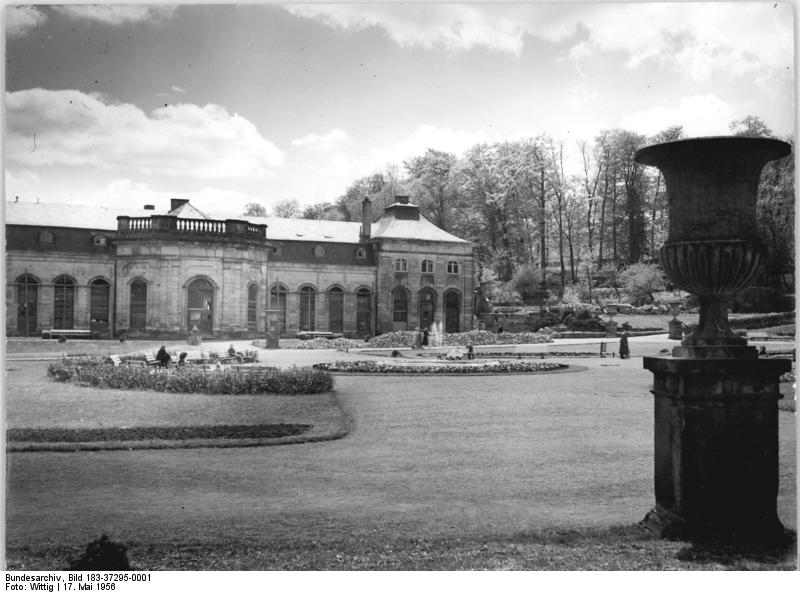
Blick auf das „Lorbeerhaus“ während des Ausbaus als Café im Jahre 1956

1950 zog die Stadtbibliothek (ab 1953 Heinrich-Heine-Bibliothek) in das nördliche Orangeriegebäude, das Orangenhaus. 1955 wurde das im Krieg schwer beschädigte südliche Treibhaus (das älteste Gebäude der Gesamtanlage) abgebrochen. Der bereits geplante komplette Neuaufbau erfolgte jedoch nicht. Bis 1960 wurde das benachbarte Lorbeerhaus zum HO-„Orangerie-Café“ mit Nachtbar umgebaut. 1963 wurde hinter dem Gebäude anstelle der im Krieg zerstörten gläsernen Gewächshäuser ein Kaffeegarten mit Terrasse angelegt.
Am 31. Dezember 1986 wurde das „Orangerie-Café“ aus bautechnischen Gründen geschlossen und verfiel zusehends. Hoffnung auf eine Sanierung und neue Nutzung kam auf, als zwischen 1994 und 2001 die Gothaer Orangerie als möglicher Standort der geplanten ersten Thüringer Spielbank im Gespräch war. 1995 wurden die Rasenflächen und Rabatten im Rahmen einer umfassenden Sanierung der Gartenanlage in den zwischen 1900 und 1931 herrschenden Gestaltungszustand zurückversetzt. Seither wird auch der Bestand an Kübelpflanzen schrittweise wieder aufgebaut.

### 21. Jahrhundert
2002 diente die Orangerie als Kulisse für einige Szenen des historischen Spielfilms Vive la joie! (Es lebe die Freude!) – Barockfest am Gothaer Hof der Gothaer Hobby-Filmproduzenten Kai Kretzschmar und Andreas M. Cramer. Der Film beschreibt einen Tag am Hofe Herzog Friedrichs III. und seiner Gemahlin Luise Dorothée von Sachsen-Gotha-Altenburg, des Herzogspaares, das einst den Bau der Orangerie in Auftrag gab. Die Filmmusik stammt vom Komponisten Georg Anton Benda (1722–1795), unter Herzog Friedrich III. Kapellmeister am Gothaer Hof.
Seit 2002 ist die Orangerie neben dem Schloss Friedenstein auch Spielort des alljährlich am letzten Augustwochenende stattfindenden Gothaer Barockfestes.
2004 ging die Orangerie in den Besitz der Stiftung Thüringer Schlösser und Gärten über. Diese ist seither bemüht, das barocke Gartenensemble umfassend zu sanieren und wieder in den Rang einer der großen Orangerien Deutschlands zu erheben. So wurde im Winter 2005/06 das nördliche Treibhaus erstmals seit über 50 Jahren wieder für die Überwinterung der Kübelpflanzen der Orangerie genutzt.
Im Mai 2006 gewannen die Gothaer in der MDR-Fernsehsendung Ein Schloss wird gewinnen durch eine Telefonabstimmung 500.000 Euro der Deutschen Stiftung Denkmalschutz für die dringend notwendige, damals auf rund 2 Millionen Euro Gesamtkosten veranschlagte, Sanierung des seit 1985 leer stehenden südlichen Orangeriegebäudes, des Lorbeerhauses. Im Juni 2006 wurde der gemeinnützige Förderverein Orangerie-Freunde Gotha e. V. gegründet. Im April 2007 wurde unter dem Motto „Lust auf Orange!“ die bis heute laufende Spendenaktion des Fördervereins zugunsten der Sanierung des Lorbeerhauses gestartet, in deren Mittelpunkt das Maskottchen Sina die Orange steht.
Im Sommer 2007 begannen die sanierungsvorbereitenden Arbeiten im Inneren des Lorbeerhauses, im Herbst wurde der ehemalige Kaffeegarten hinter dem Gebäude beräumt. Im November 2008 wurde der erste Bauabschnitt der Sanierung abgeschlossen und das Gebäude wieder seiner ursprünglichen Bestimmung als Kalthaus zur Überwinterung der Orangeriepflanzen übergeben. Für rund 1,9 Millionen Euro wurden u. a. das Dach und die Fassade saniert sowie der Westflügel und der Westpavillon erneuert und ausgestaltet. Im Januar 2011 begannen die Sanierungsarbeiten im Mittelpavillon des Gebäudes, die bis Mitte 2014 weitgehend abgeschlossen und das Gebäude für Veranstaltungen nutzbar sein sollte.
Seit 2008 findet jeweils am dritten Adventswochenende der zweitägige Orangerie-Weihnachtsmarkt hinter dem Lorbeerhaus, auf dem Gelände des einstigen Kaffeegartens, statt, der vom Orangerie-Freunde Gotha e. V. ausgerichtet wird.
Die Stadtbibliothek Gotha zog im März 2014 aus dem nördlichen Orangeriegebäude, dem Orangenhaus, in den Neubau des benachbarten Winterpalais sowie das daran angrenzende Hofgärtnerhaus.
In der Herzoglichen Orangerie Gotha begann im Dezember 2020 der Bau eines neuen Kamelienhauses. Es ist ein Projekt der Orangerie-Freunde Gotha e. V. und der Stiftung Thüringer Schlösser und Gärten. Der Neubau wurde vollständig aus Spenden finanziert. Das neue Kamelienhaus entstand unmittelbar hinter dem Nördlichen Treibhaus, in dem die Pflanzen bisher untergebracht waren. Am historischen Standort eines zum Ende des 19. Jahrhunderts abgerissenen Gebäudes, vermutlich ein Kamelienhaus zur Aufbewahrung des früher sehr umfangreichen Kamelienbestandes, wurde am 3. April 2022 der Neubau eingeweiht. Das neue Gewächshaus lehnt sich an historische Vorbilder an und schafft ideale Bedingungen für die aus Japan stammenden und mit dem Tee verwandten Blütensträucher.

## Zukunft
Die Orangerie und ihre Bauten sollen zunehmend wieder ihrem ursprünglichen Zweck – der Sammlung, Aufzucht und Präsentation von Pflanzen – dienen. Dazu wird der vor Jahrzehnten verlorengegangene Bestand an Orangeriepflanzen seit einigen Jahren sukzessive wieder aufgebaut und stetig erweitert. Die gesamte Gartenanlage soll in den kommenden Jahren schrittweise als „lebendiges Orangerie-Schaumuseum“ (Dr. Paulus, Direktor der Stiftung Thüringer Schlösser und Gärten) gestaltet werden. Ziel ist, hier das deutsche Orangeriemuseum einzurichten. Neben der Ausstellung historischer Orangeriegerätschaften und -techniken soll der typische Alltag in einer Orangerie mit seinen vielfältigen Aufgaben für die Besucher anschaulich erlebbar werden.
Die vollständige Sanierung des Ostflügels des Lorbeerhauses ist geplant, aber noch nicht terminiert. Ein Konzept zur Nachnutzung des Orangenhauses liegt derzeit (Stand: 2014) noch nicht vor.
Um das Gebäudeensemble zu komplettieren, wäre der Neubau des 1955 abgebrochenen südlichen Treibhaus in seiner originalen Kubatur notwendig.